# Польчане
Польчане (словен. Poljčane) — поселення в общині Польчане, Подравський регіон‎, Словенія.